# Zep
Zep, pseudoniem van Philippe Chappuis (Genève, 15 december 1967) is een Zwitserse, Franstalige striptekenaar die voornamelijk bekend is vanwege zijn stripreeks Titeuf.

## Levensloop
Als kind creëerde Chappuis zijn eigen eigen stripblad. Hij noemde het Zep naar zijn favoriete band Led Zeppelin. Later zou dit zijn pseudoniem worden.
Hij volgde in Genève een kunstopleiding waarna hij in 1985 debuteerde in het Belgische stripblad Spirou/Robbedoes.
Zep werkte regelmatig samen met zijn vrouw Hélène Muller als scenariste. Intussen zijn zij gescheiden.

## Werk
Vanaf 1988 verscheen zijn strip Victor over een luie en onhandige werknemer van een drukkerij in stripblad Spirou. Uitgeverij Dupuis weigerde echter een albumuitgave van de gags van Victor. Er volgde toch een stripalbum, Victor n’en rate pas une, maar bij een kleinere uitgeverij. Volgden Léon Coquillard in 1990 en Kradok Amanite Bunker in 1991.
Begin jaren 90 verscheen zijn werk in andere tijdschriften zoals Fluide glacial en Femmes d'aujourd'hui. Rond die tijd debuteerde ook zijn meest succesvolle strip Titeuf.
Van 1998 tot 2013 verscheen het stripblad Tchô! op initiatief van Zep en Jean-Claude Camano. Tchô! is (in het Frans) een uitroep van Titeuf. In het tijdschrift verschenen gelijkaardige strips. Zo werkte hij ook nog mee aan reeksen zoals Captain Biceps en Les Chronokids.

## Albums
- Victor
- Meisjes met pit[2]
- Harde muziek en doffe ellende (1999)[3]
- Titeuf
- Captain Biceps (tekeningen Tebo)
- Les Chronokids (tekeningen Stan & Vince)

## Prijzen
In 2000 ontving Zep de Grand prix van het festival van Solliès-Ville. In 2004 ontving hij de Grand Prix de la ville d'Angoulême. In 2009 ontving hij de prix Showbusiness du Swiss Award en in 2010 de Globe de Cristal de la meilleur bande dessinée voor Happy Sex.
- Bibsys: 1098457
- Biblioteca Nacional de España: XX1486767
- Bibliothèque nationale de France: cb121786208 (data)
- Catàleg d'autoritats de noms i títols de Catalunya: 981058609771206706
- Gemeinsame Normdatei: 120012391
- International Standard Name Identifier: 0000 0001 0916 8182
- Library of Congress Control Number: nr2004014483
- MusicBrainz: 952e8ddd-57e3-419b-9c53-9c9eae9634e5
- Nationale Bibliotheek van Tsjechië: xx0082178
- Nationale bibliotheek van Australië: 40407656
- Nationale Bibliotheek van Israël: 987007289131905171
- Nationale Bibliotheek van Polen: a0000002239429
- Nederlandse Thesaurus van Auteursnamen: 157553507
- Réseau des bibliothèques de Suisse occidentale: 02-A000181098
- RKD-Nederlands Instituut voor Kunstgeschiedenis: 267404
- Istituto Centrale per il Catalogo Unico: SBNV030719
- LIBRIS: 375694
- Système universitaire de documentation: 030353548
- Trove: 1446364
- Virtual International Authority File: 76265777
- WorldCat: E39PBJfcPPGRvRB768MDcvcdcP